# Parrocchie della sede suburbicaria di Palestrina

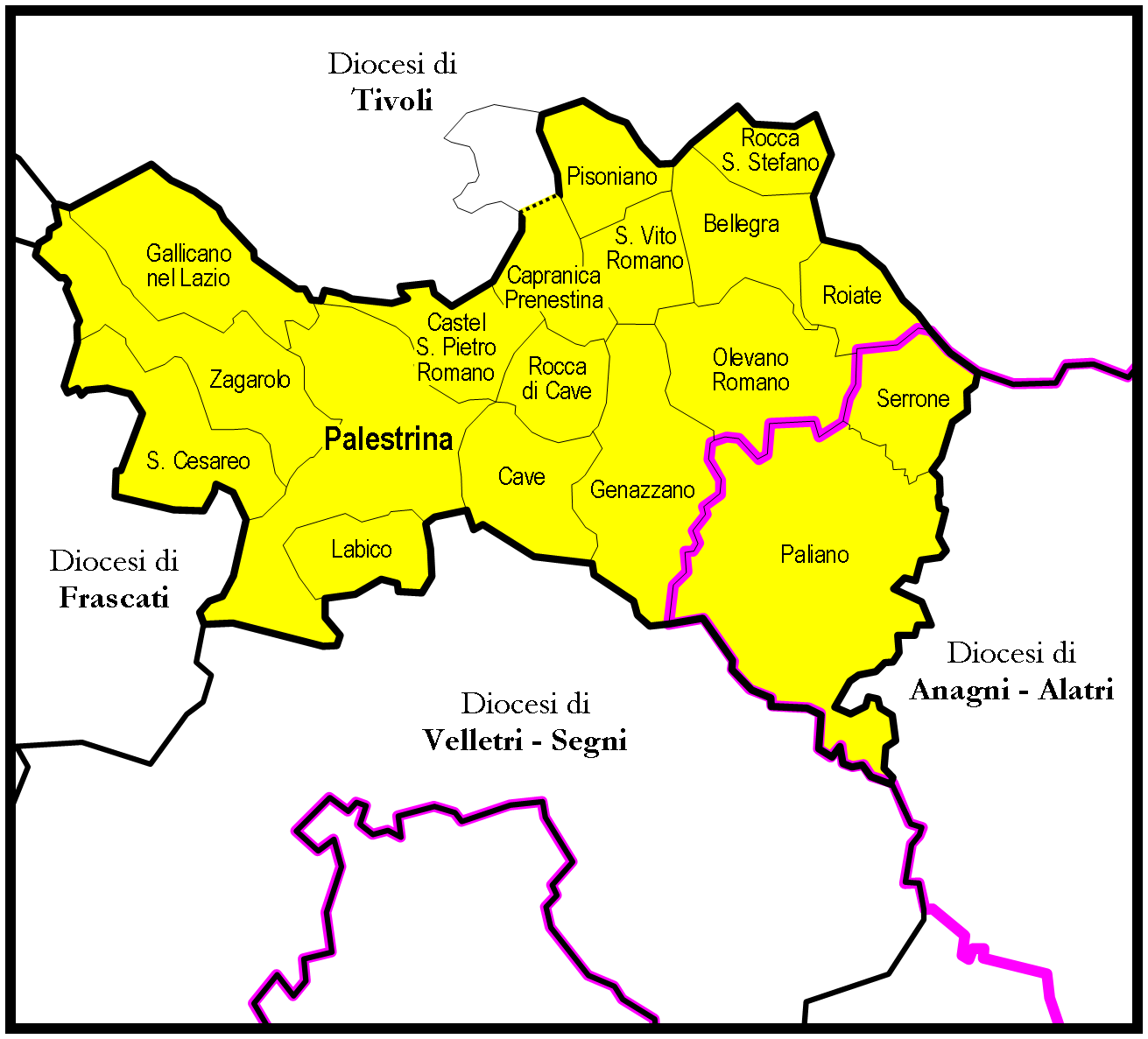
Il territorio della diocesi

Le parrocchie della sede suburbicaria di Palestrina sono 52.

## Vicarie
La diocesi è divisa in 52 parrocchie raggruppate in 4 vicarie. 

### Vicaria di Palestrina
| Parrocchia                               | Patrono                       | Comune                   | Frazione/Quartiere | Web |
| ---------------------------------------- | ----------------------------- | ------------------------ | ------------------ | --- |
| Parrocchia Sant'Agapito Martire          | Sant'Agapito Martire          | Palestrina               | centro             |     |
| Parrocchia Santa Lucia Vergine e Martire | Santa Lucia                   | Palestrina               | centro             |     |
| Parrocchia Sacra Famiglia                | Sacra Famiglia                | Palestrina               | centro             |     |
| Parrocchia Sant'Antonio Abate            | Sant'Antonio Abate            | Palestrina               | centro             |     |
| Parrocchia Gesù Redentore                | N. S. Gesù Cristo             | Palestrina               | centro             |     |
| Parrocchia Santissima Annunziata         | B. V. Maria                   | Palestrina               | centro             |     |
| Parrocchia Santi Protomartiri Prenestini | Santi Protomartiri Prenestini | Palestrina               | centro             |     |
| Parrocchia San Francesco Saverio         | San Francesco Saverio         | Palestrina               | Carchitti          |     |
| Parrocchia Immacolata Concezione         | B. V. Maria                   | Palestrina               | Valvarino          |     |
| Parrocchia San San Pietro Apostolo       | San Pietro Apostolo           | Castel San Pietro Romano | centro             |     |
| Parrocchia Sant'Andrea Apostolo          | Sant'Andrea Apostolo          | Labico                   | centro             |     |
| Parrocchia Nostra Signora di Lourdes     | B. V. Maria                   | Labico                   | Colle Spina        |     |

### Vicaria di Cave
| Parrocchia                                              | Patrono                                      | Comune               | Frazione/Quartiere           | Web |
| ------------------------------------------------------- | -------------------------------------------- | -------------------- | ---------------------------- | --- |
| Parrocchia Santa Maria Assunta e Visitazione            | B. V. Maria                                  | Cave                 | centro                       |     |
| Parrocchia Santo Stefano Protomartire                   | Santo Stefano Protomartire                   | Cave                 | centro                       |     |
| Parrocchia San Carlo Borromeo                           | San Carlo Borromeo                           | Cave                 | centro                       |     |
| Parrocchia Santissima Trinità e San Bartolomeo Apostolo | Santissima Trinità e San Bartolomeo Apostolo | Cave                 | Colle Palme e San Bartolomeo |     |
| Parrocchia Santa Maria Maddalena                        | Santa Maria Maddalena                        | Capranica Prenestina | centro                       |     |
| Parrocchia Santa Maria del Buon Consiglio               | B. V. Maria                                  | Genazzano            | centro                       |     |
| Parrocchia San Paolo Apostolo                           | San Paolo Apostolo                           | Genazzano            | centro                       |     |
| Parrocchia San Nicola Vescovo                           | San Nicola                                   | Genazzano            | centro                       |     |
| Parrocchia Santi Giovanni Battista ed Evangelista       | San Giovanni B. e San Giovanni Ev.           | Genazzano            | centro                       |     |
| Parrocchia San Nicola di Bari                           | San Nicola di Bari                           | Rocca di Cave        | centro                       |     |

### Vicaria di San Vito Romano-Paliano
| Parrocchia                                    | Patrono                       | Comune              | Frazione/Quartiere | Web |
| --------------------------------------------- | ----------------------------- | ------------------- | ------------------ | --- |
| Parrocchia Santa Maria de Arce                | B. V. Maria                   | San Vito Romano     | centro             |     |
| Parrocchia San Biagio Vescovo e Martire       | San Biagio                    | San Vito Romano     | centro             |     |
| Parrocchia San Sisto II Papa e Martire        | San Sisto II                  | Bellegra            | centro             |     |
| Parrocchia San Nicola Vescovo                 | San Nicola di Bari            | Bellegra            | centro             |     |
| Parrocchia Santa Margherita Vergine e Martire | Santa Margherita di Antiochia | Olevano Romano      | centro             |     |
| Parrocchia San Rocco                          | San Rocco                     | Olevano Romano      | centro             |     |
| Parrocchia Sant'Antonio di Padova             | Antonio di Padova             | Olevano Romano      | periferia          |     |
| Parrocchia San Paolo Apostolo                 | San Paolo Apostolo            | Pisoniano           | centro             |     |
| Parrocchia Santa Maria Assunta                | Santa Maria Assunta           | Rocca Santo Stefano | centro             |     |
| Parrocchia Santa Maria Assunta                | Santa Maria Assunta           | Roiate              | centro             |     |
| Parrocchia Santissimo Salvatore               | Gesù Cristo                   | Roiate              | centro             |     |
| Parrocchia Sant'Andrea Apostolo               | Sant'Andrea Apostolo          | Paliano             | centro             |     |
| Parrocchia Sant'Anna                          | Sant'Anna                     | Paliano             | Porta Sabauda      |     |
| Parrocchia San Pietro Apostolo                | San Pietro                    | Paliano             | centro-nord        |     |
| Parrocchia San Giuseppe Artigiano             | San Giuseppe                  | Paliano             | Le Mole            |     |
| Parrocchia Santa Maria di Pugliano            | B. V. Maria                   | Paliano             | Pugliano           |     |
| Parrocchia San Pietro Apostolo                | San Pietro Apostolo           | Serrone             | centro             |     |
| Parrocchia Sacro Cuore di Gesù                | Sacro Cuore di Gesù           | Serrone             | La Forma           |     |

### Vicaria di Zagarolo
| Parrocchia                                | Patrono                  | Comune              | Frazione/Quartiere | Web |
| ----------------------------------------- | ------------------------ | ------------------- | ------------------ | --- |
| Parrocchia San Lorenzo Martire            | San Lorenzo Martire      | Zagarolo            | centro             |     |
| Parrocchia San Pietro Apostolo            | San Pietro Apostolo      | Zagarolo            | centro             |     |
| Parrocchia Divin Salvatore                | Divin Salvatore          | Zagarolo            | Colle Giacinto     |     |
| Parrocchia Santa Maria Regina della Valle | B. V. Maria              | Zagarolo            | Valle Martella     |     |
| Parrocchia San Guarino Vescovo            | San Guarino Vescovo      | Zagarolo            | Valle Martella     |     |
| Parrocchia San Luigi Gonzaga              | San Luigi Gonzaga        | Zagarolo            | Colle Farina       |     |
| Parrocchia Santa Maria a Palazzola        | B. V. Maria              | Zagarolo            | Colle Palazzola    |     |
| Parrocchia Sant'Andrea Apostolo           | Sant'Andrea Apostolo     | Gallicano nel Lazio | centro             |     |
| Parrocchia Beata Margherita Colonna       | Beata Margherita Colonna | Gallicano nel Lazio | Acquatraversa      |     |
| Parrocchia San Giuseppe                   | San Giuseppe             | San Cesareo         | centro             |     |
| Parrocchia San Cesareo                    | San Cesareo di Terracina | San Cesareo         | Campo Gillaro      |     |
| Parrocchia Madonna della Fiducia          | B. V. Maria              | San Cesareo         | Colle San Pietro   |     |